# Biseau salé
Un biseau salé (ou une intrusion salée) est l'intrusion d'eau saumâtre ou salée dans une masse d'eau. 

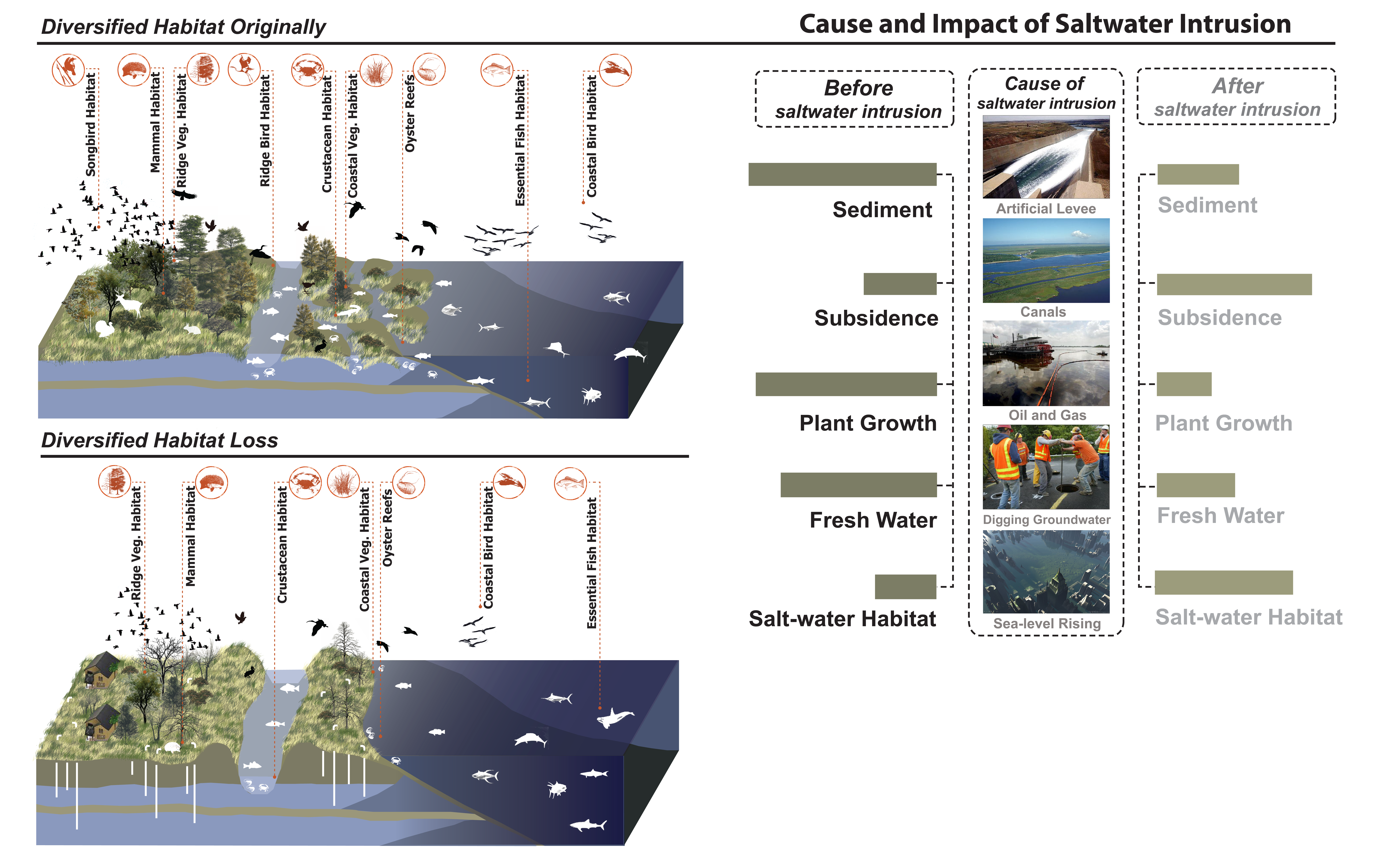
Schéma illustrant les conséquences de l'intrusion salée, avec ici deux biseaux salés superposés.

L'eau salée étant plus lourde et visqueuse que l'eau douce. S'il y a déséquilibre, l'eau salée (plus dense) peut « repousser » vers l'intérieur des terres la nappe d'eau douce.
Théoriquement, en raison d'une différence importante de densité, après un temps d'équilibrage, ces deux masses d'eau peuvent ne pas se mélanger (en l'absence de mouvements des masses d'eau ou de mélanges d'origine géothermique, le mélange peut se faire par dispersion/diffusion, lequel peut être freiné dans certains substrats, dans le calcaire peu faillé par exemple). Près de la côte, des mouvements épisodiques ou saisonniers (par exemple induit par une marée ou par les pompages, ou par un afflux d'eau d'origine pluviale ou de fonte de neige ou glacier) peuvent également mélanger ces eaux et/ou déplacer le biseau salé, en pouvant poser un problème quand l'eau salée menace une nappe phréatique (souterraine ou superficielle) ou l'eau d'un réservoir destiné à produire de l'eau potable ou d'irrigation ou remonte vers le sol en atteignant les racines d'arbres ou de plantes cultivées.

## Origines possibles
La formation d'un biseau salé implique une « connexion hydraulique » (au moins temporaire ou épisodique) entre des eaux souterraines et l'eau de mer (ou l'eau provenant d'une autre nappe salée). 

Un biseau salé, ou plus généralement une intrusion salée peuvent avoir plusieurs origines, dont principalement :
- une intrusion marine à la suite d'une surcote, avec ou sans une rupture de digue (par exemple sur une zone de polder ou de basses-terre à l'occasion d'ondes de tempête ou d'un tsunami) ;
- le mouvement d'une masse d'eau salée à partir de la mer vers une nappe phréatique terrestre via un substrat géologique sous-littoral perméable (sableux typiquement) ou faillé[2]. 
En zone côtière, la nappe d'eau douce est en contact direct avec la nappe d'eau salée plus dense. Le simple fait de trop pomper dans la nappe d'eau douce, ou le défaut d'alimentation d'une nappe à la suite d'une période moins pluvieuse, suffit à permettre à l'eau salée de « polluer » une nappe d'eau douce utilisée comme aquifères pour l'irrigation, la fourniture d'eau industrielle ou d'eau potable, ou surtout conduit au déplacement de l'interface eau salée / eau douce. Le pompage d'eau douce à proximité de la mer met la nappe phréatique en dépression, réduisant sa capacité à équilibrer les pressions de l'eau salée qui devient alors intrusive. Cette situation progresse déjà dans de nombreuses régions littorales (en Floride par exemple)[1].
L'augmentation du niveau de la mer pourrait devenir la source de nouveaux biseaux salés (ou de leur déplacement vers l'intérieur des terres)[3] ;
- l'apport d'eau salée vers les terres via des canaux de navigation ou les canaux d'irrigation ou de drainage connectés à la mer sans écluse ou sans clapet anti-retour ;
- la mise en connexion accidentelle d'une nappe salée avec une nappe d'eau douce (via un puits de forage mal étanchéifié par exemple). Ce risque existe parfois aussi en mer ; par exemple, en 1979, un forage de puits d'exploitation pétro-gazière situé à 55 miles au large de Saint Marys (sud-est de la Géorgie), a percé le dessus d'une partie profonde de l'aquifère supérieur de Floride[4].

À proximité d'une baie ou d'un estuaire le biseau salé s'enfonce généralement plus loin du trait de côte (plus ou moins loin selon la forme du trait de côte, la perméabilité du substrat et selon la pression de l'eau douce). Quand il existe une succession horizontale ou en pente de couches perméables et imperméables, un biseau salé peut s'enfoncer de manière plus ou moins avancée dans chacune de ces couches perméables.
Sous un isthme, une presqu'île ou une île marine, s'il existe une ou plusieurs nappes, la présence de chlorures dans son eau est généralement plus élevée à cause de la proximité de la mer et d'un moindre apport d'eau douce venant du continent.

## Hydrologie
L'eau salée ayant une teneur en sels (chlorures essentiellement) plus élevée, elle est plus dense que l'eau douce, ce qui lui donne une charge hydraulique plus élevée que l'eau douce. 

La charge hydraulique fait ici référence à la pression du liquide exercée par une colonne d'eau ; une colonne d'eau avec une charge hydraulique plus élevée se déplacera dans une colonne d'eau avec une charge hydraulique inférieure (si ces colonnes sont connectées).
Les premières formulations physiques de l'intrusion d'eau salée semblent avoir été faites par W. Badon-Ghijben (1888, 1889) et A. Herzberg (1901), pour cette raison dite relation de Ghyben-Herzberg. Ils ont dérivé des solutions analytiques pour approximer le comportement d'intrusion, qui sont basées sur un certain nombre d'hypothèses qui ne sont cependant pas valables dans tous les contextes géologiques.

### La formule de Ghyben-Herzberg
Dans l'équation, 
 {\displaystyle z={\frac {\rho _{f}}{(\rho _{s}-\rho _{f})}}h} 

Illustration de la relation de Ghyben–Herzberg. Le « biseau salé » est la partie hachurée se situant sous les terres émergées.

 l'épaisseur de la zone d'eau douce située au-dessus du niveau marin est représentée par {\displaystyle h} et la hauteur située sous le niveau de la mer est représenté par {\displaystyle z}. 
Ces deux épaisseurs {\displaystyle h} et {\displaystyle z}, sont liées par {\displaystyle \rho _{f}} et {\displaystyle \rho _{s}} où {\displaystyle \rho _{f}} est la densité de l'eau douce et {\displaystyle \rho _{s}} est la densité de l'eau salée. L'eau douce a une densité d'environ 1 gramme par centimètre cube (g/cm3) à 20 °C, tandis que celle de l'eau de mer est d'environ 1,025 g/cm3. L'équation peut être simplifiée en 
 {\displaystyle z\ =40h}. 
Autrement dit, selon la formule du rapport Ghyben-Herzberg : pour chaque mètre d'eau douce dans un aquifère non confiné au-dessus du niveau de la mer, il y aura quarante mètres d'eau douce dans l'aquifère sous le niveau de la mer.

## Risques
Pour les nappes superficielles, les risques de salinisation sont associés à des impacts très négatifs sur la biodiversité liée aux zones humides d'eau douce.
Pour les communautés humaines, le risque de manquer d'eau potable et d'irrigation peut être associé à des coûts élevés de réacheminement et stockage d'eau douce ou de dessalement et/ou à la mort d'arbres et de cultures agricoles, d'érosion éolienne ou hydraulique des sols, de changements écopaysagers, etc.
La remontée du biseau salé vers l'intérieur des terres constitue un phénomène souvent difficilement réversible, l'eau salée se comportant comme une limite étanche. Une fois que le biseau s'est déplacé, le gradient hydraulique requis pour le faire reculer est bien plus important que la situation d'équilibre initiale.

## Prospective
Avec l'augmentation de la densité de population littorale, la montée de la mer et l'accroissement du risque de sécheresse estivale (induit par le réchauffement climatique), le risque d'intrusion pourrait augmenter dans les décennies à venir.

## Connaissances encore lacunaires
La manière dont les eaux se mélangent dans les aquifères dépend de nombreux facteurs ; elle est encore mal comprise : structures hydrogéologiques et variations de capillarité souvent complexes, flux saisonniers d'alimentation, pression marine variant selon plusieurs cycles (marnage des marées, grandes marées) sous les franges littorales, etc. Mais dans la seconde moitié du XXe siècle, la puissance de calcul disponible s'est considérablement accrue, permettant des modèles numériques moins d'hypothétiques et applicables de manière plus générale.

## Évaluation, protection
Le problème est connu depuis plus d'un siècle, mais on cherche à affiner des modèles hydrogéologiques et hydrodynamiques permettant de l'expliquer et de faire des prévisions pour évaluer les risques ou l'effectivité d'une intrusion salée dans un aquifère.
De nombreuses législations nationales ou plurinationales protègent certains champs captant, dont certains sont dits « irremplaçables », via des périmètres de protection du champ captant ou de captages (périmètres rapproché et éloigné, zone tampon, etc.). Les travaux risquant d'y introduire de l'eau salée sont interdits, mais en général uniquement dans un périmètre rapproché ou restreint.